# Boscardinite
La boscardinite (simbolo IMA: Bcd) è un minerale del gruppo della sartorite appartenente alla famiglia dei "solfuri e solfosali" con composizione chimica TlPb4(Sb7As2)S18.

## Etimologia e storia
La boscardinite prende il nome da Matteo Boscardin, collezionista di minerali, per il suo contributo alla conoscenza della mineralogia in Italia attraverso la pubblicazione di oltre 100 articoli.
La sua località tipo è la miniera di "Monte Arsiccio", nei pressi di Stazzema (Toscana, Italia).

## Classificazione
Essendo stata riconosciuta dall'Associazione Mineralogica Internazionale (IMA) come specie minerale indipendente nel 2010, la boscardinite non è presente nella classica nona edizione della sistematica dei minerali di Strunz, che è stata aggiornata dall'IMA fino al 2009.
Compare però nell'edizione successiva, proseguita dal database "mindat.org" e chiamata Classificazione Strunz-mindat, dove la boscardinite è elencata nella classe "2. Solfuri e solfosali (solfuri, seleniuri, tellururi; arseniuri, antimoniuri, bismuturi; solfoarseniuri, solfoantimonuri, solfobismuturi, ecc.)" e da lì nella sottoclasse "2.H Solfosali di archetipo SnS"; questa viene ulteriormente suddivisa in base all'eventuale presenza di alcuni metalli, in modo tale che la boscardinite possa essere trovata nella sezione "2.HD Con Tl" dove insieme ai nuovi minerali buynite, dewitite, enneasartorite, giuşcăite, gungerite, shimenite e vallouiseite forma il sistema 2.HD.
Anche nella Sistematica dei lapis (Lapis-Systematik) di Stefan Weiß la boscardinite si trova nella classe dei "solfuri e solfosali" e nella sottoclasse dei "solfosali (S : As,Sb,Bi = x)"; qui si trova nella sezione dei "solfosali con tallio/mercurio predominante (x=4,0 - 1,6)" dove forma il sistema nº II/E.14 insieme a bernardite, chabournéite, dalnegroite, gabrielite, gillulyite, imhofite, jankovićite, parapierrotite, pierrotite, philrothite, protochabournéite e rebulite.

## Abito cristallino
La boscardinite cristallizza nel sistema triclino con il gruppo spaziale P1 (gruppo nº 2) con i parametri reticolari a = 8,0929(4) Å, b = 8,7610(5) Å, c = 22,4971(11) Å, α = 90,868(4)°, β = 97,247(4)° e γ = 90,793(4)°, oltre a 2 unità di formula per cella unitaria.

## Origine e giacitura
La boscardinite è stata trovata in vene di quarzo che taglia la dolomia, associata a un deposito di barite-pirite-ossido di ferro in rocce metamorfizzate a livello regionale; a seconda del sito di ritrovamento, la boscardinite si trova in paragenesi con zinkenite, dolomite (per campioni trovati in Italia) oppure stibnite e smithite (per campioni prelevati in Francia).
La boscardinite è un minerale raro ed è stato trovato solo pochi siti: la miniera di "Monte Arsiccio" (in Toscana); Gap (in Provenza-Alpi-Costa Azzurra, Francia); a Certeju de Sus (Romania); a Turinsk nell'oblast' di Sverdlovsk (Russia).

## Forma in cui si presenta in natura
La boscardinite si forma una massa compatta di dimensioni dell'ordine del millimetro in vene di quarzo incastonata in rocce dolomitiche. Il minerale ha lucentezza metallica e colore grigio piombo; il colore del suo striscio è nero.